# Una vera star (singolo)
Una vera star è una canzone del cantautore Francesco Renzi.
È pubblicata all'interno del suo quarto lavoro discografico Una vera star pubblicato nell'anno 2013 (Mea Sound - CD BB 75) come prima delle 8 canzoni presenti all'interno dello stesso.

## Traccia
- Una vera star - 3'05".

## Disco di provenienza
- Una vera star pubblicato nell'anno 2013.

## Produzione
- Prodotta ed arrangiata da Francesco Renzi.

## Registrazione
- Testo, musica, arrangiamento e registrazione a cura di Francesco Renzi.

## Master
- Mixaggio e masterizzazione a cura della Midi Sound Studio Recording.

## Coristi
- Angela Piccerillo
- Alessandra Morelli

## Musicisti
- Batteria: Gianluca Salone
- Pianoforte: Marco Graziani
- Chitarre: Tony Querceto
- Basso: Alberto De Mel
- Percussioni: Gino Abbate

## Info Lp di provenienza
- Etichetta della casa discografica MEA Sound (CD BB 75).
- Produzione discografica MEA.
- Distribuzione a cura di Phonomea.